# Cassipourea ovata
Cassipourea ovata är en tvåhjärtbladig växtart som beskrevs av Louis René Tulasne. Cassipourea ovata ingår i släktet Cassipourea, och familjen Rhizophoraceae. Inga underarter finns listade i Catalogue of Life.